# Flavitartessus flavibasis
Flavitartessus flavibasis är en insektsart som beskrevs av Walker 1870. Flavitartessus flavibasis ingår i släktet Flavitartessus och familjen dvärgstritar. Inga underarter finns listade i Catalogue of Life.